# Cara Horgan
Cara Horgan (5 ottobre 1984) è un'attrice britannica.

## Biografia
Nata nell'sudovest dell'Inghilterra, la Horgan ha studiato presso il Drama Centre di Londra, qui ha iniziato a collaborare con alcune compagnie teatrali e dal 2004 è volto di moltissime serie tv inglesi e cortometraggi nonché di drama e di spettacoli teatrali.
Nel 2004 inizia la sua carriera cinematografica nel film The Libertine, interpreta Claire Newman nell'adattamento televisivo in The Rotters' Club nel 2005 e partecipa sempre nel 2005 alla serie televisiva Afterlife - Oltre la vita. Nel 2006 interpreta Mary Shelley in The Romantics e recita nel ruolo di Eliza Reed nel film tv del 2006 Jane Eyre. Nel 2007 partecipa a svariati film come Fallen Angel, Silent Witnesse nel comedy show Ladies and Gentlemen nonché nella sitcom Peep Show. Nel 2008 interpreta il ruolo di Maria nel noto film Il bambino con il pigiama a righe. Nel 2009 entra nel cast della serie tv Lewise recita nel film anglo-spagnolo Canacucho (Mrs Richardson)e Be Good(Joanna). Nel 2010 ha recitato nella serie tv Waking the Dead, nel film My week with Marilyne nel cortometraggio Cowards & Monsters. Nel 2011 ha interpretato il ruolo di Kate nella serie tv Where There's smokee sempre nel 2011 è entrata a far parte del cast di Law & Order: UKnel ruolo di Elizabeth Lerner. Nel 2012 è protagonista al cinema con la commedia The wedding video nel ruolo di Roxy. Sempre nel 2012 ha partecipato ad una puntata della serie tv Appunti di un giovane medico (A Young Docotor's Notebook) nel ruolo di Klara. Nel 2013 appare nel ruolo di Marla in una puntata della serie tv crime Jo (stagione 1 episodio 1) e nel ruolo di Suzi in una puntata della miniserie tv Common Ground (stagione 1 episodio 3). Sempre nel 2013 è protagonista del cortometraggio Fish Love nel ruolo di Ali. Nel 2014 interpreta il ruolo di Sara nel cortometraggio Steak Knife, per la regia di John Boorman.
Cara Horgan è molto attiva nel mondo teatrale, nel 2008 ha lavorato presso il Gate Theatre, nel 2009 è apparsa nel ruolo di Irene in Pains of Youth diretto da Katie Mitchell al National Theatre e, nell'estate 2009 in The House of special Purpose al Chrichester Theatre. Nella primavera del 2010 ha recitato in Far Away al Bristol Old Vic diretta Caryl Churchill, e nel 2011 ha recitato nella comedy teatrale The School for Scandal al Barbican Centre di Londra diretta Deborah Warner. Nel 2013 entra a far parte della compagnia teatrale Sean Holme's Secret all'Lyric Theatre.

## Filmografia

### Cinema
- The Libertine, regia di Laurence Dunmore (2004)

- Il bambino con il pigiama a righe (The Boy in the Striped Pyjamas), regia di Mark Herman (2008)
- Canacucho, regia di Diego Vazquez Lozano (2009)
- Be Good, regia di Barney Cokeliss (2009) (cortometraggio)
- Cowards & Monsters, regia di Tristan Goligher (2010) (cortometraggio)
- Where There's Smoke, regia di Andrew Brand (2011) (cortometraggio)
- The Wedding Video, regia di Nigel Cole (2012)
- Fish Love, regia di Ruth Sewell (2013) (cortometraggio)
- Steak Knife, regia di Ben Gutteridge (2014) (cortometraggio)
- Morto Stalin, se ne fa un altro (The Death of Stalin), regia di Armando Iannucci (2017)
- Disobedience, regia di Sebastián Lelio  (2017)
- V.O., regia di Guy Mount e Joe Mount (2017) (cortometraggio)
- The Mechanicals Of Hemp, regia di Anna G. Jones (2018) (cortometraggio)

### Televisione
- Ladies and Gentlemen, regia di Becky Martin (2007)

### Serie TV
- The Rotters' Club – serie TV, episodi 1x1-1x2-1x3 (2005)

- Afterlife – serie TV, episodi 1x1 (2005)
- The Romantics – serie TV, episodi 1x2 (2006)
- Jane Eyre – serie TV, episodi 1x1-1x3-1x4 (2006)
- Fallen Angel – serie TV, episodi 1x2 (2007)
- Peep Show – serie TV, episodi 4x5 (2007)
- Testimoni silenziosi (Silent Witness) – serie TV, episodi 11x7-11x8 (2007)
- Lewis – serie TV, episodi 3x1 (2009)
- Waking the Dead – serie TV, episodi 9x5-9x6 (2011)
- Law & Order: UK – serie TV, episodi 5x5 (2011)
- Appunti di un giovane medico (A Young Doctor's Notebook & Other Stories) – serie TV, episodio 1x3 (2012)
- Jo – serie TV, episodi 1x1 (2013)
- Common Ground – serie TV, episodi 1x3 (2013)
- L'ispettore Barnaby (Midsomer Murders) – serie TV, episodi 18x4 (2016)

## Attività teatrale
- 2008 - Hedda Gabler (The Gate Theatre).
- 2009 - Pains of youth (diretta da Katie Mitchell - National Theatre).
- 2009 - The House of special Purpose (diretta da Heidi Thomas - Chirchester Theatre).
- 2010 - Far Away (diretta da Caryl Churchill - Bristol Old Vic).
- 2011 - The School for Scandal (diretta da Deborah Warner - Barbican Centre).